# Ros (indumentària)
El ros fou una lligadura militar, formalment similar a les gorres de campanya del segle xx, que tenia la part frontal més elevada que la posterior. Lligadura privativa de l'exèrcit espanyol, aquest la usà durant una setantena d'anys. En sentit ampli, també poden ésser considerades ros les gorres de disseny similar en dotació a l'exèrcit espanyol a partir de 1956-1958, tot i que no se'ls ha aplicat el nom oficialment.

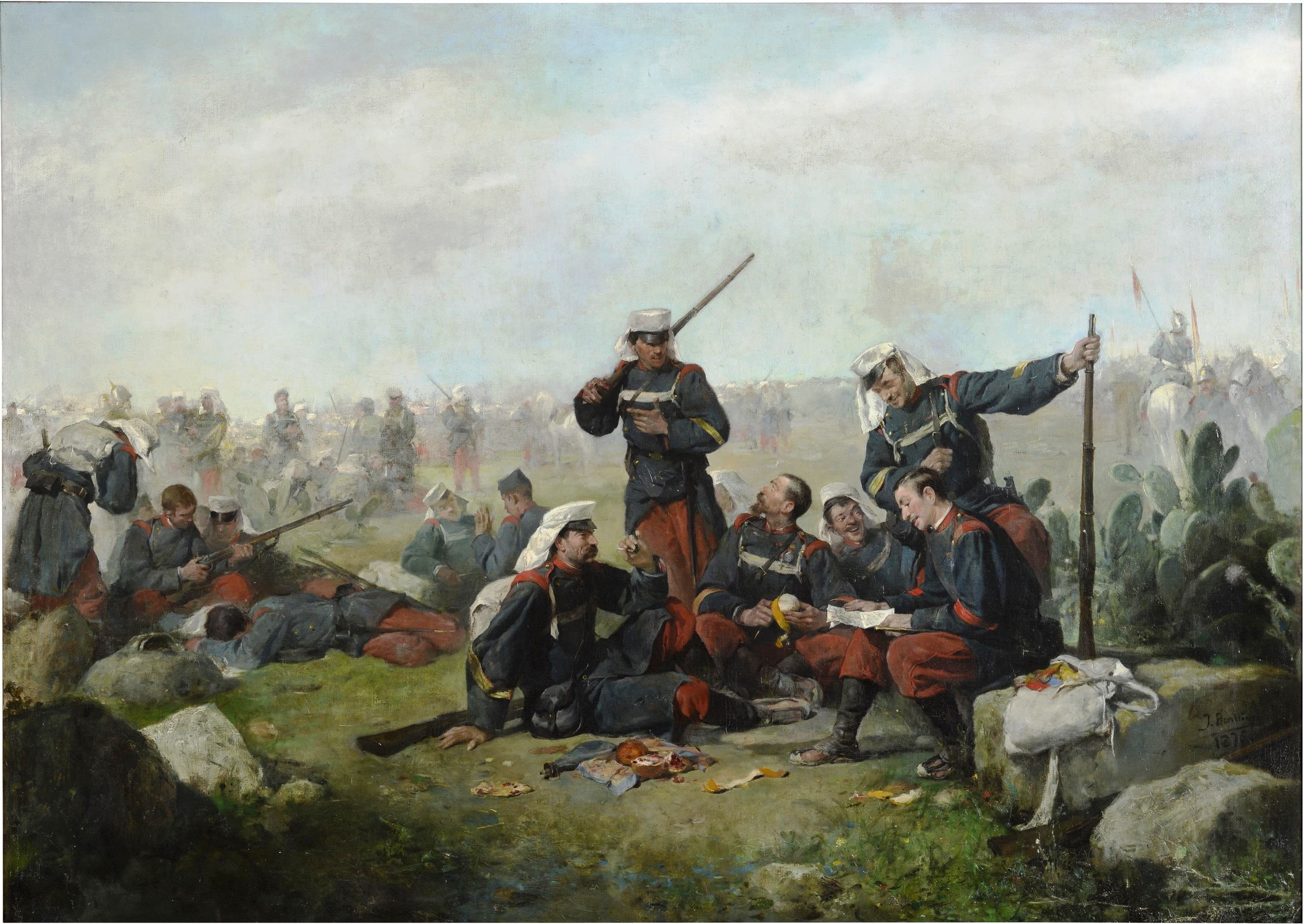
Soldats espanyols, amb el ros cobert, durant la Tercera Guerra Carlina; observeu, en segon pla, un soldat amb casquet de caserna. Quadre de Benlliure

## El ros clàssic (1855/60-1926/33)
El ros, de fet un tipus concret de xacó baix, sorgí de l'evolució del xacó, com altres xacós baixos i com el quepis, i, com ells, es compta entre els precedents de la gorra militar de tipus actual. Constava de copa de feltre, en blanc o gris, i de visera i barbellera de xarol negre. En campanya es duia cobert amb una funda (al principi blanca, negra o grisa, finalment caqui). En gala s'ornava de pompó.
El nom prové del general Antonio Ros de Olano y Perpinyà (1808-1886), a qui se n'atribueix, bé el disseny, bé la direcció de la comissió dissenyadora, però qui, en tot cas, n'ordenà l'adopció essent director general d'Infanteria (1855). Inicialment es reservà als caçadors; el 1858 es generalitzà a tota la infanteria. Pràcticament estrenat en la Guerra d'Àfrica (1859-1860), el 1860 el ros fou generalitzat a tot l'exèrcit espanyol (llevat de la cavalleria). Fou, en termes espanyols, l'equivalent funcional del quepis semirígid que coetàniament equipava molts altres exèrcits. Durant unes dècades el ros estàndard convisqué amb una variant més baixa coneguda com a leopoldina, per Leopoldo O'Donnell (1809-1867).
El ros fou lligadura de campanya i gala per a tots els graus. En canvi, en diari i passeig la tropa duia casquet de caserna o casquet circular, segons armes i períodes; mentre que l'oficialitat tenia com a lligadura de diari primer la gorra teresiana (1884) i després la gorra de plat (1908).
En les primeres dècades del segle XX el ros continuà essent la lligadura principal de l'exèrcit espanyol, en teoria, si bé en la pràctica anà perdent espais d'ús: en condicions de combat real, és a dir, al Marroc (d'ençà 1905), la tropa el substituïa sovint pel casquet circular; quan el 1920 l'oficialitat adoptà un nou uniforme de campanya caqui, d'estil marcadament britànic, la lligadura corresponent fou una gorra de plat així mateix d'imitació britànica; al Marroc, des del 1921 el més habitual era cofar-se amb barret tou de roba; etc., etc.
Finalment, el 1926, amb l'adopció de l'uniforme únic caqui per a tot l'exèrcit, el ros fou suprimit: entre l'oficialitat el substituïren la gorra de plat, el casquet de caserna i el barret tou; entre la tropa, el barret tou (chambergo) per a estiu i la boina per a hivern (que el 1930 serien substituïts, al seu torn, per la gorra de plat, de curta vigència entre la tropa, atès que el 1933 la reemplaçaria el casquet de caserna).

## Les gorres d'estil ros
En el tardofranquisme, l'exèrcit espanyol adoptà dos models de gorra inspirats en el disseny del ros. Ambdues gorres esdevindran característiques de la uniformitat militar espanyola durant molts anys. Es tractava d'una gorra rígida, per a passeig (gorra montañera), i d'una de semirígida o flexible, per a campanya (gorra de faena).

### Gorra de passeig
La gorra rígida (oficialment gorra montañera 'gorra de muntanya') fou adoptada el 1958 (25 de febrer). Presentava una versió modernitzada del disseny del ros vuitcentista, ara en el mateix color caqui de la resta de l'uniforme; mancava de barbellera, però hi afegia orellera perimetral, no practicable, botonada als costats; al front duia fixat l'emblema de l'Exèrcit de Terra en metall i en els colors heràldics. Aquesta gorra substituïa el casquet de caserna com a lligadura de passeig per a la tropa.
El 1964 (14 de juliol) se'n modificà lleugerament el disseny, sota el nom de gorra de paseo.
La gorra montañera s'extingí el 1978, en substituir-la la boina com a lligadura de passeig.
A títol anecdòtic cal dir que el 1983 s'intentà una restauració de la gorra rígida, ara en versió més estilitzada, i sense orellera, però amb l'emblema metàl·lic frontal, i sota el nom oficial de gorra de paseo. Un cop més, la seva funció era de ser lligadura de passeig, però ara per a tots els graus. Aquesta peça, però, fou efímera: entrà en vigor per a l'oficialitat el 1984, i al març de 1986 per a la tropa; però l'abril de 1986 fou suprimida, amb retorn a la gorra de plat d'oficial i a la boina de tropa.

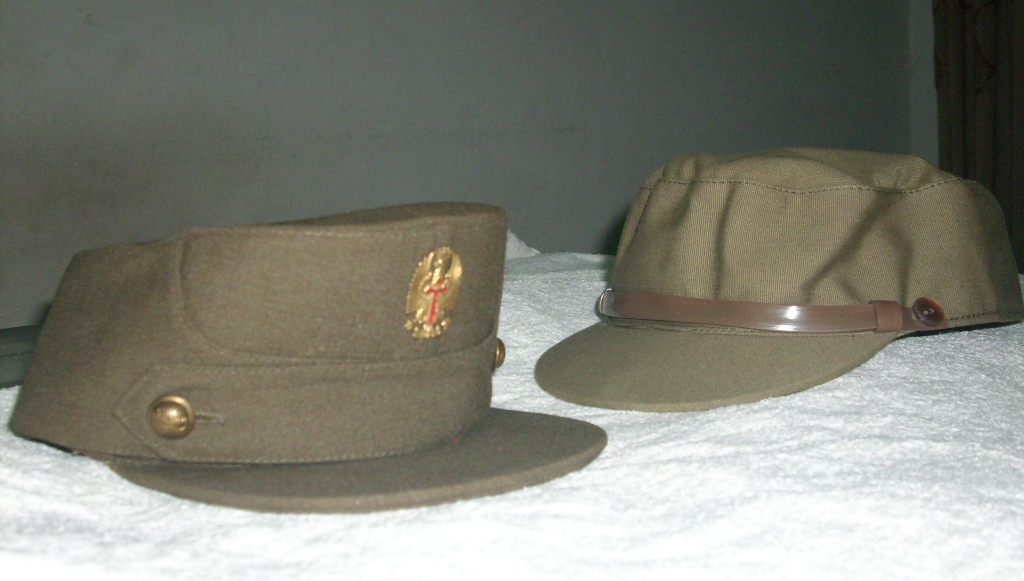
Gorres militars espanyoles d'estil ros: a l'esquerra, gorra de passeig (gorra montañera) m. 1958/64; a la dreta, gorra de campanya (gorra de faena) m. 1973

### Gorra de campanya
La gorra de campanya (oficialment designada gorra de visera para instrucción, i generalment coneguda com a gorra de faena 'gorra de feineig') és una gorra semirígida o flexible amb línia de ros; dit altrament, és una versió semirígida o flexible de la gorra montañera, de què també divergeix per la presència de barbellera i l'absència d'orellera. Sempre es duu en la mateixa coloració de la resta de l'uniforme.
Aquesta tipologia de gorra apareix per primera volta el 1956, com a lligadura de campanya privativa de paracaigudistes (en verd oliva) i de cadets d'oficial (en gris pissarra); el 1957 l'adopten també (en color arena) determinades tropes colonials com ara Regulars i Tiradors d'Ifni.
No és fins al 1973 que un model anàleg es generalitza a la totalitat de l'exèrcit com a lligadura de campanya per a tots els graus, també en substitució del casquet. La nova lligadura harmonitzava molt bé amb l'uniforme de campanya caqui m. 1967, i venia a completar la modernització uniformològica radical de les forces armades espanyoles.
El disseny original de la gorra de campanya ha tingut canvis de matís amb el temps.
- La versió de 1956, privativa de certs cossos, era completament flexible per a paracaigudistes, mentre que la de cadets tenia copa flexible, però amb el front enrigidit, i visera rígida.
- La versió universal de 1973 presentava la mateixa construcció que la versió colonial: la copa era flexible, i la visera curta i rígida; és la tipologia coneguda pels estudiosos com a gorra coreana.
- El 1978 se n'introduí una nova variant, de front rígid i visera flexible i llarga, tipologia coneguda com a gorra chéster. Sovint presenta costura vertical just al front. Convisqué amb la versió anterior fins que la substituí completament pels volts del 1982, en generalitzar-se el pas del caqui al verd OTAN (decretat el 1979). D'ençà de 1986 es confecciona en els mateixos patrons mimètics que la resta de l'uniforme.[7]
- Tradicionalment la gorra de faena no duia cap emblema, com és lògic en una gorra de campanya; però a mitjans anys vuitanta afegí l'emblema de l'Exèrcit de Terra brodat en fil negre, i des de finals d'aquesta dècada duu aquest emblema brodat en els colors heràldics, fins i tot sobre les versions de camuflatge.
- Al principi, la divisa es duia al front de la gorra, pràctica que, dialècticament, s'abandonà en comparèixer-hi l'emblema.

Des dels anys noranta la gorra de campanya alternava en l'ús amb el barret de jungla (que en l'exèrcit espanyol rep el nom imprecís de chambergo); aquest tendia a predominar en medi desèrtic. Arran l'adopció del nou uniforme de campanya pixelado m. 2009, que només preveu com a lligadures el casc, la boina i el chambergo, la gorra de campanya ha restat a extingir; se'n preveu l'ús transitori en medi boscós.

## Nouros(m. 1976)
Des del 1976 la versió tradicional del ros (i l'única que rep oficialment aquest nom) vigeix com a lligadura de gala de la Guàrdia Reial reconstituïda.